# Eleições europeias de 2024 (Letónia)
As eleições europeias de 2024 na Letónia serão realizadas a 8 de junho e servirão para eleger os 8 deputados nacionais para o Parlamento Europeu durante as eleições europeias.

## Representação parlamentar 2019-2024
A tabela mostra os deputados de acordo com a última informação do Parlamento Europeu:
| Partido Nacional | Partido Nacional                    | Deputados | Grupo parlamentar | Grupo parlamentar                                 |
| ---------------- | ----------------------------------- | --------- | ----------------- | ------------------------------------------------- |
|                  | Unidade                             | 3 / 8     |                   | Grupo do Partido Popular Europeu                  |
|                  | Partido Social-Democrata "Harmonia" | 1 / 8     |                   | Aliança Progressista dos Socialistas e Democratas |
|                  | Aliança Nacional                    | 1 / 8     |                   | Reformistas e Conservadores Europeus              |
|                  | Pelo Desenvolvimento da Letónia     | 1 / 8     |                   | Renovar a Europa                                  |
|                  | União Russa da Letónia              | 1 / 8     |                   | Não inscritos                                     |
|                  | Honra em servir Riga                | 1 / 8     |                   | Aliança Progressista dos Socialistas e Democratas |

| Grupo parlamentar | Grupo parlamentar                                 | Deputados |
| ----------------- | ------------------------------------------------- | --------- |
|                   | Grupo do Partido Popular Europeu                  | 3 / 8     |
|                   | Aliança Progressista dos Socialistas e Democratas | 2 / 8     |
|                   | Renovar a Europa                                  | 1 / 8     |
|                   | Reformistas e Conservadores Europeus              | 1 / 8     |
|                   | Não inscritos                                     | 1 / 8     |

## Resultados Oficiais
| Partido                 | Partido                             | Votos     | %               | +/-   | Deputados | +/-     |
| ----------------------- | ----------------------------------- | --------- | --------------- | ----- | --------- | ------- |
|                         | Unidade                             | 130 563   | 25,37 / 100,00  | 1,03  | 2 / 9     | 1       |
|                         | Aliança Nacional                    | 114 858   | 22,32 / 100,00  | 5,83  | 2 / 9     | Estável |
|                         | Pelo Desenvolvimento da Letónia     | 48 696    | 9,46 / 100,00   | 3,03  | 1 / 9     | Estável |
|                         | Lista Unida                         | 42 551    | 8,27 / 100,00   | Novo  | 1 / 9     | Novo    |
|                         | Os Progressistas                    | 38 752    | 7,53 / 100,00   | 4,62  | 1 / 9     | 1       |
|                         | Partido Social-Democrata "Harmonia" | 37 096    | 7,21 / 100,00   | 10,35 | 1 / 9     | 1       |
|                         | Letónia Primeiro                    | 32 034    | 6,23 / 100,00   | Novo  | 1 / 9     | Novo    |
|                         | Poder Soberano                      | 13 623    | 2,65 / 100,00   | Novo  | 0 / 9     | Novo    |
|                         | União de Verdes e Camponeses        | 11 852    | 2,30 / 100,00   | 3,07  | 0 / 9     | Estável |
|                         | Aliança dos Jovens Letões           | 11 067    | 2,15 / 100,00   | Novo  | 0 / 9     | Novo    |
|                         | Pela Estabilidade!                  | 10 307    | 2,00 / 100,00   | Novo  | 0 / 9     | Novo    |
|                         | Partido do Centro                   | 8 925     | 1,73 / 100,00   | Novo  | 0 / 9     | Novo    |
|                         | Novo Partido Conservador            | 7 799     | 1,52 / 100,00   | Baixa | 0 / 9     | Estável |
|                         | Outros (com menos de 1,00%)         | 6 462     | 1,26 / 100,00   |       | 0 / 9     |         |
| Votos Inválidos         | Votos Inválidos                     | 6 641     | 1,27 / 100,00   | 0,68  |           |         |
| Total                   | Total                               | 521 226   | 100,00 / 100,00 |       | 9 / 9     | 1       |
| Eleitorado/Participação | Eleitorado/Participação             | 1 541 102 | 33,82 / 100,00  | 0,29  |           |         |
| Fonte                   | Fonte                               | [ 3 ]     | [ 3 ]           | [ 3 ] | [ 3 ]     | [ 3 ]   |

## Representação parlamentar (2024-2029)

### Partidos nacionais
| Partido | Partido                             | Deputados | Grupo parlamentar | Grupo parlamentar                                 |
| ------- | ----------------------------------- | --------- | ----------------- | ------------------------------------------------- |
|         | Unidade                             | 2 / 9     |                   | Grupo do Partido Popular Europeu                  |
|         | Aliança Nacional                    | 2 / 9     |                   | Reformistas e Conservadores Europeus              |
|         | Pelo Desenvolvimento da Letónia     | 1 / 9     |                   | Renovar a Europa                                  |
|         | Lista Unida                         | 1 / 9     |                   | Reformistas e Conservadores Europeus              |
|         | Os Progressistas                    | 1 / 9     |                   | Verdes/Aliança Livre Europeia                     |
|         | Partido Social-Democrata "Harmonia" | 1 / 9     |                   | Aliança Progressista dos Socialistas e Democratas |
|         | Letónia Primeiro                    | 1 / 9     |                   | Patriotas pela Europa                             |

### Grupos parlamentares europeus
| Grupo parlamentar | Grupo parlamentar                                 | Deputados |
| ----------------- | ------------------------------------------------- | --------- |
|                   | Reformistas e Conservadores Europeus              | 3 / 9     |
|                   | Grupo do Partido Popular Europeu                  | 2 / 9     |
|                   | Aliança Progressista dos Socialistas e Democratas | 1 / 9     |
|                   | Patriotas pela Europa                             | 1 / 9     |
|                   | Renovar a Europa                                  | 1 / 9     |
|                   | Verdes/Aliança Livre Europeia                     | 1 / 9     |